# 拉斯維加斯評論報
拉斯維加斯評論報（Las Vegas Review-Journal）是一份自1909年以来在内华达州拉斯维加斯出版的报纸。它是内华达州发行量最大的日报，也是拉斯维加斯地区的两家日报之一。